# Acalypha subcastrata
Acalypha subcastrata é uma espécie de flor do gênero Acalypha, pertencente à família Euphorbiaceae.